# Melizzano
Melizzano és un municipi situat al territori de la província de Benevent, a la regió de Campània, (Itàlia).
Melizzano limita amb els municipis d'Amorosi, Castel Campagnano, Dugenta, Frasso Telesino, Solopaca i Telese Terme.

## Galeria

Localització de Melizzano a la província de Benevent.